# Juan Tello
Juan Tello (Cruz del Eje, 1 de febrero de 1995) es un jugador profesional de pádel argentino. Juega en la posición de revés junto a Martín Di Nenno y ocupa la 17.ª posición del ranking Premier Padel.Hasta finales de 2022 jugó siempre junto a Federico Chingotto, con quien mantuvo una magnífica relación tanto dentro como fuera de la pista durante los más de 7 años que jugaron juntos, siendo la pareja más longeva del circuito y una de las más queridas por los aficionados.
Desde 2019 ha estado siempre entre las 8 mejores parejas del mundo y, a pesar de haber llegado a varias finales, estuvo unos años con la espina clavada de que el único torneo en su palmarés (el Open de Las Rozas de 2020) lo había ganado sin disputar la final por lesión del rival. Y no fue hasta la última fecha de la temporada regular de WPT 2022 que ganó la final de un torneo, consiguiendo el Open de México junto a Paquito Navarro. 
Tras finalizar su andadura con el jugador andaluz, Tello se juntaría con el también andaluz Alex Ruiz para jugar durante el año 2023. A pesar de ser una pareja consistente y obtener buenos resultados, tras la separación a principios de 2024 de Juan Lebrón y Alejandro Galán, Juan Tello pasaría a jugar junto al legendario Fernando Belasteguín, en el que sería su último año como jugador profesional.

## Carrera deportiva
Juan Tello comenzó a destacar en el mundo del pádel en 2016 cuando junto a Federico Chingotto alcanzaron el cuadro principal en el Open de Alicante en el que quedaron eliminados en octavos de final ante Paquito Navarro y Sanyo Gutiérrez por doble 6-1. En el Open de Montecarlo de ese mismo año volvieron a acceder al cuadro principal, siendo eliminados otra vez por la misma pareja, aunque en esta ocasión por menos diferencia.
Aunque estos fuesen sus primeros torneos en el World Padel Tour, en Argentina ya eran los número 1 de su circuito, siendo una de las parejas más prometedoras del país.
En 2017 continuaron como pareja, y también con su gran progresión. En el Valladolid Open alcanzaron por primera vez unas semifinales, donde finalmente acabaron cayendo. En el Alicante Open volvieron a alcanzar las semifinales. En esta ocasión volvieron a caer, por 6-3, 3-6 y 4-6 ante los número 1, Fernando Belasteguín y Pablo Lima.
En 2019 llegaron a su primera final, en el Master de Portugal, donde cayeron por 6-4 y 6-4 frente a Alejandro Galán y Pablo Lima, y en 2020, año marcado por la pandemia de COVID-19, refrendaron su buen 2019, al conseguir llegar a la final del Adeslas Open y al del Valencia Open, perdiendo en ambas finales contra los número 1 Alejandro Galán y Juan Lebrón. Finalmente, en el Open de Las Rozas 2020 lograron su primer título del World Padel Tour, después de ganar en semifinales por 6-3 y 7-5 a Lebrón/Galán y que Paquito Navarro y Pablo Lima se retirasen antes de disputar la final.
Los argentinos Federico Chingotto y Juan Tello avanzaron el 16 de julio de 2022 a la final del París Major Premier Padel, tras superar a la pareja integrada por su compatriota Martín Di Nenno y el español Francisco Navarro, a los que vencieron por 7-6(2) y 6-3. Perdieron la final con la pareja Alejandro Galán y Juan Lebrón, número uno del ranking mundial, en uno de los mejores partidos del año.

## Palmarés

### Premier Padel

#### Finales
| N.º | Año                 | Torneo | Categoría | Pareja             | Oponentes en la final       | Resultado   |
| --- | ------------------- | ------ | --------- | ------------------ | --------------------------- | ----------- |
| 1   | 17 de julio de 2022 | París  | Major     | Federico Chingotto | Juan Lebrón Alejandro Galán | 3-6 6-4 4-6 |

### World Padel Tour

#### Títulos
| N.º | Año                     | Torneo         | Pareja             | Oponentes en la final       | Resultado          | refs.  |
| --- | ----------------------- | -------------- | ------------------ | --------------------------- | ------------------ | ------ |
| 1   | 22 de noviembre de 2020 | Las Rozas Open | Federico Chingotto | Paquito Navarro Pablo Lima* | lesión *           |        |
| 2   | 27 de noviembre de 2022 | México Open    | Paquito Navarro    | Franco Stupaczuk Pablo Lima | 7-6(2) / 1-6 / 7-5 | [ 15 ] |

#### Finales
| N.º | Año                      | Torneo      | Pareja             | Oponentes en la final            | Resultado      |
| --- | ------------------------ | ----------- | ------------------ | -------------------------------- | -------------- |
| 1   | 22 de septiembre de 2019 | Cascais     | Federico Chingotto | Pablo Lima* Alejandro Galán      | 4-6 4-6        |
| 2   | 9 de agosto de 2020      | Madrid III  | Federico Chingotto | Juan Lebrón* Alejandro Galán     | 7-6(6) 1-6 4-6 |
| 3   | 6 de septiembre de 2020  | Valencia    | Federico Chingotto | Juan Lebrón* Alejandro Galán     | 3-6 6-7(6)     |
| 4   | 27 de junio de 2021      | Valladolid  | Federico Chingotto | Luciano Capra* Maxi Sánchez      | 3-6 4-6        |
| 5   | 5 de septiembre de 2021  | Cascais     | Federico Chingotto | Luciano Capra* Maxi Sánchez      | 6-4 5-7 3-6    |
| 6   | 19 de septiembre de 2021 | Barcelona   | Federico Chingotto | Martín Di Nenno* Paquito Navarro | 2-6 6-3 4-6    |
| 7   | 30 de julio de 2023      | Málaga Open | Álex Ruiz          | Arturo Coello Agustín Tapia      | 5-7 / 6-7(3)   |

### Mundial
- Campeonato Mundial de Pádel de 2022